# Список акронімів української мови (О)
Список акронімів української мови, які починаються з літери «О»:
- ОАД — Організація Американських Держав
- ОАЕ — Об'єднані Арабські Емірати
- ОАЄ — Організація Африканської Єдності
- ОАПЕК (англ. OAPEC: Organization of Arab Petroleum Exporting Countries) — Організація арабських країн — експортерів нафти
- ОАР — Об'єднана Арабська Республіка
- ОБСЄ — Організація з безпеки і співробітництва в Європі
- ОБТ — Основний бойовий танк
- ОБХСС (рос. Отдел по борьбе с хищениями социалистической собственности) — Відділ боротьби з розкраданням соціалістичної власності
- ОВД — Організація Варшавського договору
- ОВЕД — Оцінка впливу економічної діяльності
- ОВК — Окружна виборча комісія
- ОВК — Опалення, вентиляція та кондиціювання повітря
- ОВП — Організація визволення Палестини
- ОВС — Органи внутрішніх справ
- ОДА — Обласна державна адміністрація
- ОДКБ — Організація договору про колективну безпеку
- ОДПУ — Об'єднане державне політичне управління
- ОЕ («Океан Ельзи») — український музичний гурт
- ОЕСР — Організація економічного співробітництва та розвитку
- ОЗГ — Організована злочинна група
- ОЗП — Оперативний запам'ятовуючий пристрій
- ОЗХЗ — Організація із заборони хімічної зброї
- ОІ — Олімпійські ігри
- ОІЯД — Об'єднаний інститут ядерних досліджень
- ОК — Слово англійського походження, що виражає згоду, схвалення, затвердження. За найпоширенішою версією походить від «Oll Korrect», що є викривленим «All Correct».
- ОКВ (нім. OKW: Oberkommando der Wehrmacht) — Верховне командування Вермахту
- ОКГ (нім. OKH: Oberkommando des Heeres) — Верховне головнокомандування сухопутних військ Вермахту
- ОКГП ООН — Офіс з координації гуманітарних питань ООН
- ОКЛ (нім. OKL: Oberkommando der Luftwaffe) — Верховне командування Люфтваффе Третього Рейху
- ОКМ (нім. OKM: Oberkommando der Marine) — Верховне головнокомандування Крігсмаріне
- ОКР — Обсесивно-компульсивний розлад
- ОЛАФ (фр. OLAF: Office européen de lutte anti-fraude) — Європейське управління з питань запобігання зловживанням та шахрайству
- ОМГ (англ. OMG: «Oh, my God») — «О, Боже мій!»
- ОМКФ — Одеський міжнародний кінофестиваль
- ОННН — Організація непредставлених націй та народів
- ОНПУ — Одеський національний політехнічний університет
- ООД — Об'єктно-орієнтований дизайн
- ООДА — Одеська обласна державна адміністрація
- ООН — Організація Об'єднаних Націй
- ООП — Об'єктно-орієнтоване програмування
- ООРФ — Оцінка основних рухових функцій
- ОП — Оперативна пам'ять
- ОПБПД (Одна програма, багато потоків даних) — метод у комп'ютерних науках, який використовується для досягнення паралелізму
- ОПЕК — Організація країн-експортерів нафти
- ОПЗЖ — партія «Опозиційна платформа — За життя»
- ОПК — Оборонно-промисловий комплекс
- ОПП — Окремий президентський полк
- ОРДЛО — Окремі райони Донецької та Луганської областей
- ОРС — Опорно-рухова система
- ОРС — Оптичне розпізнавання символів
- ОС — Операційна система
- ОСББ — Об'єднання співвласників багатоквартирного будинку
- ОСРЧ — Операційна система реального часу
- ОТГ — Об'єднана територіальна громада
- ОТЛ — Оболонсько-Теремківська лінія Київського метрополітену
- ОТТ (англ. Over-The-T: Over-The-Top Service) — послуг, якими можна користуватися використовуючи мережу Інтернет, які не пропонуються оператором мережі
- ОУН — Організація українських націоналістів
- ОУН(б) — Організація українських націоналістів революційна (фракція Степана Бандери)
- ОУН(д) — Об'єднання українських націоналістів (державників)
- ОУН(м) — Організація українських націоналістів (фракція Андрія Мельника)
- ОУН(р) — Організація українських націоналістів (революційна)
- ОУН-УПА — Організація українських націоналістів-Українська повстанська армія
- ОФК (англ. OFC: Oceania Football Confederation) — Конфедерація футболу Океанії
- ОХЛ — Онтарійська хокейна ліга
- ОЦК — Об'єм циркулюючої крові
- ОЧЕС — Організація Чорноморського економічного співробітництва